# 2300 Jackson Street
A 2300 Jackson Street a The Jacksons amerikai együttes dala azonos című albumukról. A dalban szerepel Michael Jackson, az együttes korábbi tagja (az album dalai közül egyedül ebben az egyben), valamint a három Jackson lánytestvér közül a legidősebb, Rebbie, és a legfiatalabb, Janet. A dal címe a Jackson család első otthonának lakcíme az indianai Gary városában.

## Videóklip
A dal videóklipjeiben a Jackson család számos tagja látható, a The Jacksons együttes tagjainak gyerekei is. La Toya, a középső lánytestvér nem szerepel sem a dalban, sem a videóklipben, mert ebben az időben haragban volt a családjával. Marlon Jackson, bár a dalban énekel, a klipben nem szerepel. A klipet 1989 márciusában forgatták, és a következő családtagok szerepelnek benne:
- Austin Brown, Rebbie fia
- Autumn Joy Jackson, Jermaine lánya
- Brandi Jackson, Jackie lánya
- Jaimy Jackson, Jermaine fia
- Jackie Jackson
- Janet Jackson
- Jeremy Maldonaldo Jackson, Jermaine fia
- Jermaine Jackson, Jr., Jermaine fia
- Joe Jackson
- Jourdynn Michael Jackson, Jermaine fia
- Katherine Jackson
- Marlon Jackson
- Michael Jackson
- Randy Jackson
- Rebbie Jackson
- Sigmund Esco Jackson Jr., Jackie fia
- Stacee Brown, Rebbie lánya
- Tito Jackson
- Taj Jackson, Tito fia
- TJ Jackson, Tito fia
- Taryll Jackson, Tito fia
- Yashi Brown, Rebbie lánya

## Számlista[1]
7" kislemez (USA)
1. 2300 Jackson Street (Short Version) – 4:12
2. When I Look At You – 4:52

7" kislemez (Hollandia)
1. 2300 Jackson Street (Edit) – 4:05
2. When I Look at You – 4:20

12" és CD maxi kislemez (Egyesült Királyság)
1. 2300 Jackson Street (Album Version) – 5:05
2. Keep Her – 4:07
3. When I Look at You – 4:20

12" kislemez (USA; promó)
1. 2300 Jackson Street (LP Version) – 5:06
2. 2300 Jackson Street (Short Version) – 4:12

Mini CD (Hollandia)
1. 2300 Jackson Street (Edit) – 4:07
2. When I Look at You – 4:19

## Helyezések
| Slágerlista (1989)              | Legmagasabb helyezés |
| ------------------------------- | -------------------- |
| USA Billboard R&B Singles Chart | 9                    |
| Brit kislemezlista              | 76                   |
| Holland kislemezlista           | 39                   |